# Le Message (X-Files)
Pour les articles homonymes, voir Beyond the Sea.
Le Message (Beyond the Sea) est le 13e épisode de la saison 1 de la série télévisée X-Files. Dans cet épisode, le scepticisme de Scully est mis à l'épreuve par sa rencontre avec un tueur en série emprisonné qui prétend pouvoir communiquer avec son père, récemment décédé.
L'épisode est conçu pour apporter une nouvelle dimension au personnage de Scully et il inverse les rôles traditionnels des deux agents. Il a obtenu des critiques très favorables.

## Résumé
Scully reçoit ses parents à dîner. Pendant la nuit, elle se réveille brusquement et croit voir son père en face d'elle. Elle reçoit juste après un coup de téléphone de sa mère qui lui apprend que son père vient de mourir d'un infarctus. Pendant ce temps, à Raleigh, un jeune couple est enlevé par un homme vêtu d'un uniforme de police. Mulder pense que cet enlèvement est l'œuvre d'un tueur en série et que le couple sera tué dans quelques jours. Surpris de voir sa partenaire revenir si tôt au travail, il lui apprend également qu'un autre tueur en série, Luther Lee Boggs, prétend avoir des informations sur cet enlèvement grâce à des supposés pouvoirs qui lui permettraient de communiquer avec l'au-delà. Boggs, qui doit bientôt être exécuté, souhaite négocier ces informations contre sa grâce.
Mulder est inhabituellement sceptique devant les prétendus pouvoirs de Boggs mais il lui rend néanmoins visite en prison avec Scully. En état de transe, Boggs fait des révélations sur l'endroit où le couple est détenu en tenant un morceau de vêtement qui appartient en réalité à Mulder. Celui-ci est désormais convaincu que Boggs est un imposteur mais Scully le voit brièvement prendre l'apparence de son père et parler avec sa voix. Les deux agents interrogent à nouveau Boggs et trouvent le lieu où le couple est retenu grâce à ses indications. La jeune femme est libérée mais le ravisseur s'enfuit avec le jeune homme après avoir tiré sur Mulder.
Alors que Mulder est à l'hôpital, les autorités sont persuadées que le ravisseur est un complice de Boggs. L'exécution de celui-ci est donc maintenue. Malgré cela, Boggs donne à Scully de nouvelles informations grâce auxquelles le jeune homme est à son tour délivré. Scully poursuit le ravisseur, et celui-ci trouve la mort en tombant d'un échafaudage, comme Boggs l'avait laissé entendre. Boggs promet à Scully qu'il laissera son père communiquer avec elle par son intermédiaire si elle vient assister à son exécution. Néanmoins, Scully ne s'y rend pas car elle s'est entretemps persuadée que Boggs l'a manipulée. Elle avoue ensuite à Mulder qu'elle a peur de croire au paranormal et que, de toute façon, elle savait ce que son père lui aurait dit.

## Distribution
- David Duchovny : Fox Mulder
- Gillian Anderson : Dana Scully
- Brad Dourif : Luther Lee Boggs
- Don S. Davis : William Scully
- Sheila Larken : Margaret Scully

## Production
Glen Morgan et James Wong écrivent cet épisode en réponse aux critiques qui se sont élevées au sujet de la caractérisation, jugée limitée, de Scully. Ils estiment qu'il est temps de montrer une nouvelle facette du personnage, et Chris Carter arrive à imposer leur idée malgré les réticences des responsables de Fox.
Le titre original de l'épisode, Beyond the Sea, se réfère à la chanson de Bobby Darin, qui est elle-même une reprise de La Mer et qui est jouée à l'occasion des funérailles du père de Scully. Les noms de Luther Lee Boggs et de son supposé complice Lucas Henry sont inspirés par celui du tueur en série Henry Lee Lucas. Les surnoms que Scully et son père se donnent mutuellement, Starbuck et Achab, sont ceux de personnages du roman Moby Dick.
Sheila Larken, qui interprète la mère de Scully, est l'épouse du producteur de la série R. W. Goodwin. Morgan et Wong souhaitent que Brad Dourif joue le rôle de Luther Lee Boggs mais la chaîne rechigne devant le coût que représente le fait d'engager un acteur connu. Il faut que Carter appelle personnellement Peter Roth, le président de Fox, pour que la chaîne donne son feu vert. Dourif refuse initialement le rôle car il n'a que quatre jours de préparation avant de changer d'avis lorsqu'on lui donne une semaine supplémentaire.
Gillian Anderson et Chris Carter déclarent que cet épisode est leur préféré de la première saison. Le réalisateur David Nutter affirme quant à lui que c'est la « direction d'acteurs la plus accomplie qu'il ait effectuée » et que « l'épisode a vraiment fait évoluer le regard du public sur Scully en apportant une dimension supplémentaire à ce personnage ». Le Message est le premier épisode de la série à inverser les rôles de croyant et de sceptique dévolus à Mulder et Scully, et c'est également le premier à explorer le mélange d'attirance et de relations conflictuelles que Scully éprouve envers les figures patriarcales, un thème qui revient par la suite plusieurs fois dans la série.

## Accueil

### Audiences
Lors de sa première diffusion aux États-Unis, l'épisode réalise un score de 6,6 sur l'échelle de Nielsen, avec 11 % de parts de marché, et est regardé par 10,8 millions de téléspectateurs.

### Accueil critique
L'épisode obtient des critiques très favorables. Le magazine Empire le classe à la 19e place des meilleurs épisodes de la série. Le site IGN le classe à la 3e place des meilleurs épisodes standalone de la série. Le journal The Gazette le classe à la 4e place des meilleurs épisodes standalone de la série.
Dans leur livre sur la série, Robert Shearman et Lars Pearson lui donnent la note de 5/5.Le site Le Monde des Avengers lui donne la note de 4/4. Le magazine Entertainment Weekly lui donne la note de A+. Zack Handlen, du site The A.V. Club, lui donne la note de B+.
Le personnage de Luther Lee Boggs est régulièrement cité parmi les « monstres de la semaine » les plus marquants de la série. Katie King, du webzine Paste, le classe à la 4e place des meilleurs monstres de la série. Pour Connie Ogle, de PopMatters, il figure parmi les monstres les plus mémorables de la série par la répugnance que sa présence perverse inspire. Christine Seghers, du site IGN, classe Brad Dourif à la 3e place des meilleurs acteurs invités de la série, qualifiant son interprétation de « magnifiquement excessive » et saluant la diversité de ses attitudes.